# Необыкновенная охота
Необыкновенная охота (азерб. Qeyri-adi ov) — советская короткометражная драма 1974 года производства киностудии Азербайджанфильм. Дипломная работа режиссёра Абдула Махмудова.

## Синопсис
Фильм рассказывает о вопросах охраны природы и возвращение интеллигенции из города в деревню. 

## Создатели фильма

### В ролях
Расим Балаев — учитель
Мамедрза Шейхзаманов — деревенский аксакал
Нурия Ахмедова — студентка
Ирада Кулиева — девушка

### Административная группа
автор сценария: Октай Оруджов
режиссёр-постановщик: Абдул Махмудов
оператор-постановщик: Фикрет Аскеров
художник-постановщик: Фикрет Ахадов
композитор: Эмин Сабитоглу
звукооператор: Владимир Савин
помощник режиссёра: Юсиф Ализаде